# Fonología del chino estándar
Este artículo comprende la fonología (el sistema de sonidos, o más bien en términos generales, la pronunciación) del chino estándar (mandarín estándar o pǔtōnghuà).
El chino estándar se basa en el dialecto pekinés del mandarín. La producción real varía ampliamente entre los hablantes, ya que inadvertidamente introducen elementos de los dialectos que ellos hablan (aunque se eligen locutores de televisión y radio por su exactitud en la pronunciación y en el acento estándares). Los elementos del sistema de sonido incluyen no solo los segmentos –las vocales y las consonantes del idioma– sino también los tonos que se aplican a cada sílaba. El chino estándar tiene cuatro tonos principales, además de un tono neutro utilizado en sílabas débiles.
Este artículo representa valores fonéticos utilizando el Alfabeto Fonético Internacional (AFI), señalando las correspondencias principalmente con el sistema pinyin para la transcripción del texto chino. Para correspondencias con otros sistemas, ver artículos relevantes, como Wade–Giles, bopomofo (zhuyin), Gwoyeu Romatzyh, etc., y los sistemas de transcripción del chino.

## Consonantes
La siguiente tabla muestra los sonidos de las consonantes del chino estándar, transcritas usando el Alfabeto Fonético Internacional. Los sonidos que aparecen entre paréntesis con frecuencia no se analizan como fonemas independientes; para más información sobre estos, véase series palatales y semiconsonantes, abajo. Excluyendo estos, hay 19 fonemas consonánticos en el inventario.
|              | Labiales | Dento- alveolares | Retroflejas | Retroflejas | Alveolo- palatales | Velares |
| ------------ | -------- | ----------------- | ----------- | ----------- | ------------------ | ------- |
| Nasales      | m        | n                 |             |             |                    | ŋ       |
| Oclusivas    | p pʰ     | t tʰ              |             |             |                    | k kʰ    |
| Africadas    |          | t͡s t͡sʰ            | ʈ͡ʂ ʈ͡ʂʰ      | ʈ͡ʂ ʈ͡ʂʰ      | (t͡ɕ) (t͡ɕʰ)         |         |
| Fricativas   | f        | s̪ s               | ʂ           | ʂ           | (ɕ)                | x       |
| Aproximantes |          | l                 | ɻ           | ɻ           | (j) (ɥ)            | (w)     |

Entre pares de oclusivas o africadas que tienen el mismo lugar y modo de articulación, la distinción principal no es entre sonoras y sordas (como en el castellano y en muchos otros idiomas), sino entre aspiradas y no aspiradas. Las africadas y oclusivas no aspiradas sin embargo pueden llegar a ser sonoras en sílabas débiles (véase Reducción de sílabas). Tales pares se representan en el sistema pinyin en su mayoría utilizando letras que principalmente (en idiomas europeos) denotan pares sordas/sonoras, con las letras "sordas" representando un sonido aspirado, y las letras "sonoras" un sonido no aspirado; por ejemplo, en pinyin p y b representan respectivamente /pʰ/ y /p/ (sonidos "p" aspirado y no aspirado).
Más detalles acerca de los sonidos consonante individuales se dan en la siguiente tabla.
| Fonema o sonido | Descripción aproximada | Pinyin                                   | Notas                                                                    |
| --------------- | --- | ---------------------------------------- | ------------------------------------------------------------------------ |
| /m/             | m | m                                        |                                                                          |
| /n/             | n | n                                        | Véase Series denti-alveolares y retroflejas.                             |
| /ŋ/             | n en cinco o manga | ng                                       |                                                                          |
| /p/             | p | b                                        |                                                                          |
| /pʰ/            | Como el anterior, con aspiración | p                                        |                                                                          |
| /t/             | t | d                                        | Véase Series denti-alveolares y retroflejas.                             |
| /tʰ/            | Como el anterior, con aspiración | t                                        | Véase Series denti-alveolares y retroflejas.                             |
| /k/             | k | g                                        |                                                                          |
| /kʰ/            | Como el anterior, con aspiración | k                                        |                                                                          |
| /t͡s/            | ts en tsunami | z                                        | Véase Series denti-alveolares y retroflejas.                             |
| /t͡sʰ/           | Como el anterior, con aspiración | c                                        | Véase Series denti-alveolares y retroflejas.                             |
| /ʈ͡ʂ/            | ch reflofeja o ч en ruso | zh                                       | Véase Series denti-alveolares y retroflejas.                             |
| /ʈ͡ʂʰ/           | Como el anterior, con aspiración | ch                                       | Véase Series denti-alveolares y retroflejas.                             |
| [t͡ɕ]            | "ch", con una pronunciación palatal suave | j                                        | Véase Series palatales.                                                  |
| [t͡ɕʰ]           | Como el anterior, con aspiración | q                                        | Véase Series palatales.                                                  |
| /f/             | f | f                                        |                                                                          |
| /s/             | s | s                                        | Véase Series denti-alveolares y retroflejas.                             |
| /ʂ/             | sh inglesa o ch francesa retroflejas, o ш en ruso | sh                                       | Véase Series denti-alveolares y retroflejas.                             |
| [ɕ]             | sh inglesa o ch francesa, con una pronunciación palatal suave | x                                        | Véase Series palatales.                                                  |
| /x/             | j | h                                        |                                                                          |
| /l/             | l | l                                        | Véase Series denti-alveolares y retroflejas.                             |
| /ɻ/             | En posición inicial de la sílaba, algunos hablantes pronuncian como [ɻ] (una aproximante retrofleja), y algunos otros como [ʐ] (una fricativa retrofleja sonora, como una j en francés portugués retrofleja o ж en ruso). | r                                        | Para la pronunciación en posición final de la sílaba, véase Coda rótica. |
| [j]             | i semiconsonántica | y, i medio                               | Véase Semiconsonantes.                                                   |
| [ɥ]             | u semiconsonántica francesa | yu, ü medio y u si poscede a j-, q- y x- | Véase Semiconsonantes.                                                   |
| [w]             | u semiconsonántica | w, u medio                               | Véase Semiconsonantes.                                                   |

Todas las consonantes pueden aparecer como el sonido inicial de una sílaba, con la excepción de /ŋ/ (a menos que se le asigna el cero inicial a este fonema; véase abajo.) Las semiconsonantes [j], [ɥ], [w] pueden estar también en el medio (viniendo entre la consonante inicial y la vocal principal). Las únicas consonantes que puede aparecer en la posición de la sílaba coda (final) son /n/, /ŋ/, y  /ɻ/ (aunque [m] quizá ocurra como alófono de /n/ antes de consonantes labiales en el habla rápido, y en algunas descripciones de segundos elementos de diptongos se identifican con las semiconsonantes). Los finales /n/, /ŋ/ tal vez se pronuncien sin cierre bucal completa, resultando en una sílaba que, de hecho termina con una vocal larga nasalizada. Véase también Reducción de sílabas, abajo.

### Series denti-alveolares y retroflejas
Las consonantes que figuran en la primera tabla anterior como dentialveolares son algunas descritas como alveolares, y algunas veces como dentales. Las africadas y fricativas son a menudo dentales; éstas generalmente se pronuncian con la lengua en los dientes inferiores.
Para las consonantes retroflejas, la constricción se produce con la superficie superior de la punta de la lengua, haciéndoles laminales más bien que apicales post-alveolares. Hablantes que no son de Pekín a menudo carecen de las consonantes retroflejas en sus dialectos nativos, y por lo tanto pueden reemplazarlos con dentales.

### Series palatales
Los consonantes palatales [t͡ɕ, t͡ɕʰ, ɕ] (pinyin j, q, x) son pronunciados por algunos hablantes como dentales palatalizadas [t͡sʲ], [t͡sʰʲ], [sʲ]. Esto es especialmente común entre los niños y las mujeres.
En el análisis fonológico, a menudo se asume que, cuando no está seguida por una de las vocales anteriores altas [i] o [y], las palatales consisten en una consonante seguida de una semiconsonante palatal ([j] o [ɥ]). Es decir, las sílabas representadas en pinyin como principio ji-, qi-, xi-, ju-, qu-, xu- (seguidas por una vocal) se toman para empezar por [t͡ɕ]+[j], [t͡ɕʰ]+[j], [ɕ]+[j], [t͡ɕ]+[ɥ], [t͡ɕʰ]+[ɥ], [ɕ]+[ɥ]. Las pronunciaciones reales son más bien como [t͡ɕ], [t͡ɕʰ], [ɕ], [t͡ɕʷ], [t͡ɕʰʷ], [ɕʷ] (o para los hablantes usando las variantes dentales, [t͡sʲ], [t͡sʰʲ], [sʲ], [t͡sɥ], [t͡sʰɥ], [sɥ]). Esto es consistente con la observación general  (véase  siguiente sección) semiconsonantes metales que se realizan como palatalization y/o velarización de la consonante precedente (ya ser inherente la palatización en el caso de las palatales).
Ahora, las palatales están en distribución complementaria con las dentales [t͡s, t͡sʰ, s], con las velares [k, kʰ, x], y con las retroflejas [ʈ͡ʂ, ʈ͡ʂʰ, ʂ], ya que ninguno de ellos puede ocurrir ante vocales anteriores altas o semiconsonantes palatinas, mientras que las palatales (sobre el tratamiento anterior) ocurren solo ante vocales anteriores altas o semiconsonantes palatales. Por lo tanto, los lingüistas prefieren a menudo clasificar [t͡ɕ, t͡ɕʰ, ɕ] no como fonemas independientes, sino como alófonos de una de las otras tres series. La existencia de las variantes dentales antes mencionados se inclina a algunos a prefieren identificar las palatales con las dentales, pero la identificación con cualquiera de las tres series es posible (a menos que la rima vacía se identifica con /i/, en cuyo caso las velares convierto en el único candidato; véase abajo).  Los sistemas Yale y Wade–Giles en general el tratamiento de las palatales como alófonos de las retroflejas; el Tongyong Pinyin en general los trata como alófonos de las dentales; y el braille chino los trata como alófonos de las velares. En pinyin estándar y bopomofo, sin embargo, que se representan como una secuencia independiente.
Las palatales surgieron históricamente de una fusión de los dentales [t͡s, t͡sʰ, s] y velares [k, kʰ, x] antes de vocales altas anteriores y semiconsonantes. Anteriormente, algunos casos del modern [t͡ɕ(ʰ)i] fueron en lugar de [k(ʰ)i], y otros fueron [t͡s(ʰ)i].  El cambio se produjo en los dos o tres últimos siglos en diferentes momentos en diferentes áreas, pero no en el dialecto utilizado en la corte imperial dinastía manchú.  Esto explica por qué algunas transcripciones europeas de nombres chinos (especialmente en la transcripción del sistema postal chino) contienen "ki-", "hi-", "tsi-" o "si-" donde se podría esperar una palatal. Ejemplos son "Pekín" en Beijing, "Chungking" en Chongqing, "Fukien" en Fujian, "Tients in" en Tianjin; "Sinkiang" en Xinjiang, y "Sian" en Xi'an. La distribución complementaria con la serie retrofleja surgió cuando las sílabas que tenían una consonante retrofleja seguida por una semiconsonante medial perdieron la semiconsonante medial.

### Semiconsonantes
Las semiconsonantes j, ɥ y w suenan respectivamente  como "(h)i" en "(h)i"elo,  "(h)u" en francés "huit", y "(h)u" en "(h)u"evo. (Los hablantes de Pekín a menudo reemplazan inicial [w]  con el labiodental aproximante [ʋ], excepto cuando es seguida por [o].) Las semiconsonantes se analizan comúnmente no como fonemas independientes, sino como alófonos consonánticos de las vocales altas /i/, /y/ y /u/. Esto es posible ya que no hay ambigüedad en la interpretación de una secuencia como [jau̯] (pinyin yao/-iao) como /iau/, y secuencias potencialmente problemáticas tales como */iu/ no ocurren.  
Las semiconsonantes pueden ocurrir en posición inicial en una sílaba. Esto ocurre con [ɥ] en sílabas escritas yu, yuan, yue, yun and yong en pinyin; con [j] en otras sílabas escritas con y inicial en pinyin (ya, yi, etc.); y con [w] en sílabas escritas con w inicial in pinyin (wa, wu, etc.). Cuando un semiconsonante es seguido por la vocal de los cuales se considera que se deslizan un alófono, la semiconsonante puede considerarse como epéntesis (insertada automáticamente), y no como una realización separada del fonema. Por lo tanto la sílaba yi, pronunciada [ji], puede ser analizado como un conjunto del solo fonema /i/, y similarmente yin puede ser analizado como  /in/, yu como /y/, y wu como /u/.
Las semiconsonantes pueden también ocurrir en posición media, es decir, después de la consonante inicial, pero antes de la vocal principal. Aquí se representan en pinyin como vocales: por ejemplo, la i en bie representa [j], y la u en duan representa [w]. Hay algunas restricciones sobre las posibles combinaciones consonante-semiconsonante: [w] no se produce después de labiales (except para algunos hablantes en bo, po, mo, fo); [j] no se produce después de retroflejas y velares (o después [f]); y [ɥ] ocurre solo en sentido medial lüe y nüe y después de las palatales (para ello véase debajo.) La combinación consonante-semiconsonante en el inicio de una sílaba se articula como un solo sonido – la semiconsontante no está de hecho pronunciada después de la consonante, sino que es realizada como palatalización [ʲ], labialización [ʷ], o ambos [ɥ], de la consonante. (Las mismas modificaciones de las consonantes iniciales ocurren en sílabas donde son seguidas por una vocal alta, aunque normalmente no planeo se considera que está presente allí. Por lo tanto una consonante es generalmente palatalizada [ʲ] cuando es sucedida por /i/, labializada [ʷ] cuando es sucedida por /u/, y ambos [ɥ] cuando es sucedida por /y/.) 
Formas no sílabicas de las vocales /i/ y /u/ se encuentran también como element final en algunas sílabas, i.e. como el segundo elemento de un diptongo. Estos están anotadas veces como [j] y [w], pero a menudo más bien como [ɪ̯] y [ʊ̯]. Estos casos se discuten más adelante en Vocales.

### Consonantes silábicas
Las sílabas escritas en pinyin como  zi, ci, si, zhi, chi, shi, ri puede ser descritas como que tiene una consonante silábica en lugar de una vocal (silábica z en los primeros tres casos; silábica  ɻ en las otras). Para un análisis mayor ver abajo.
Las consonantes silábicas también pueden surgir como consecuencia de la reducción de sílaba débil; ver abajo. Las consonantes nasales silábicas también se escuchan en ciertas interjecciónes; pronunciación de palabras tales como [m], [n], [ŋ], [hm], [hŋ].

### Sibilantes
El chino estándar tiene un número elevado de alófonos sibilantes y africados:
|           |           | Denti- alveolar | Retrofleja     | Alveo- palatal |
| --------- | --------- | --------------- | -------------- | -------------- |
| Fricativa | Fricativa | s [s]           | sh, r [ʂ], [ʐ] | x [ɕ]          |
| Africada  | simple    | z [t͡s]          | zh [ʈ͡ʂ]        | j [t͡ɕ]         |
| Africada  | aspirada  | c [t͡sʰ]         | ch [ʈ͡ʂʰ]       | q [t͡ɕʰ]        |
Desde un punto de vista fonológico las retroflejas y alveopalatales, aparecen en distribución complementaria por lo que en realidad pueden considerarse variantes posicionales de los mismos fonemas. Las alveopalatales aparecen ante vocal palatal /i, u/ (sean estas núcleo silábico o aproximantes mediales) y las retroflejas con el resto de vocales.

## Vocales
El chino estándar se pueden analizar como tener cinco o seis fonemas vocálicos: /a/, /ǝ/, /i/, /u/, /y/, y de acuerdo con algunos análisis también /ɨ/. (Para la discusión de un posible análisis, incluyendo algunos con números más pequeños de las vocales, véase más abajo.) La vocal /a/ es una vocal abierta, /ǝ/ es una vocal intermedia, y /i/, /u/ y /y/ son vocales cerradas.
La realización precisa de cada vocal depende de su entorno fonético. En particular, la vocal /ə/ tiene dos alófonos amplios e y o (que corresponden respectivamente a pinyin e y o en la mayoría de los casos). Estos sonidos pueden ser tratados como un solo fonema subyacente porque están en distribución complementaria. (Contraejemplos aparentes son proporcionados por ciertas interjecciones, tal como [ɔ], [ɛ], [i̯ɔ], y [lɔ], pero estos son normalmente tratados como casos especiales que operan fuera del sistema fonémico normal.)
Muchas sílabas chinas contienen diptongos. Estos se analizan comúnmente como secuencias de dos fonemas, el segundo fonema es /i/ o bien /u/. Por ejemplo, la sílaba bai, pronunciada [pai̯], se le asigna la representación subyacente /pai/. (En pinyin, el segundo elemento es generalmente escrito i o u, pero /au/ se escribe ao.) 

### Alófonos
Transcripciones de las vocales alófonas (las formas en que se manifiestan en determinados entornos fonéticos) difieren un poco entre las fuentes. La siguiente tabla proporciona un conjunto bastante típica de las descripciones (sin incluir los valores que se producen con la coda rótica).
| Fonema                                 | Alófono | Contextos fonéticos | Descripción | Contextos del Pinyin |
| -------------------------------------- | --- | --- | --- | --- |
| /a/ (pinyin a)                         | a | Al final de la sílaba | Vocal abierta | (-)a [a], ya/-ia [i̯a], wa/-ua [u̯a]                                                                                       |
| /a/ (pinyin a)                         | a | Antes de /n/ (cuando no está precedida por una palatal)                                                                  | Vocal abierta | (-)an [an], wan/-uan [u̯an] (no después de i/j/q/x/y)                                                                     |
| /a/ (pinyin a)                         | a | Antes de [ŋ] | Vocal abierta | (-)ang [aŋ], yang/-iang [i̯aŋ], wang/-uang [u̯aŋ]                                                                          |
| /a/ (pinyin a)                         | a | En diptongo con [i̯] | El diptongo ai es como en español "ai"re                                                                                  | (-)ai [ai̯], wai/-uai [u̯ai̯]                                                                                               |
| /a/ (pinyin a)                         | a | En diptongo con [u̯] | El diptongo ao es como en español "au"dio                                                                                 | (-)ao [au̯], yao/-iao [i̯au̯]                                                                                               |
| /a/ (pinyin a)                         | ɛ | Antes de [n] en una sílaba que comienza con una palatal o incluye un palatal semiconsonante                              | Como en inglés "e" in "pet" (algunas fuentes hacen distinciones adicionales).                                             | yan/-ian [i̯ɛn], yuan y -uan después de j/q/x [y̯ɛn]                                                                       |
| /ǝ/ (principalmente en pinyin e and o) | e | Al final de la sílaba, precedida por [i̯], [y̯] (o palatales)                                                              | Como en inglés p"e"t o en catalán, italiano o portugués t"e"rra (pero menos abierto que el alófono de /a/ descrita abajo) | ye/-ie [i̯e], yue/-üe y -ue después de j/q/x [y̯e]                                                                         |
| /ǝ/ (principalmente en pinyin e and o) | e | En diptongo con [i̯] (nota wei a menudo se convierte en [u̯iː] en el primer tono)                                          | Vocal frontal medio-cerrada; el diptongo es como en español l"ey"                                                         | -ei [ei̯], wei/-ui [u̯ei̯]                                                                                                  |
| /ǝ/ (principalmente en pinyin e and o) | o | Al final de la sílaba, precedida por [u̯]                                                                                 | Como en español "o" | wo/-uo [u̯o], también en bo, po, mo, fo ([pu̯o] etc.)                                                                      |
| /ǝ/ (principalmente en pinyin e and o) | o | En diptongo con [u̯] (nota you a menudo se convierte en [i̯uː] en el primer tono)                                          | El diptongo es como en inglés t"oe"                                                                                       | (-)ou [ou̯], you/-iu [i̯ou̯];                                                                                               |
| /ǝ/ (principalmente en pinyin e and o) | ɤ | Al final de la sílaba, no precedida por una palatal o semiconsonante                                                     | Como el anterior, pero sin redondear los labios                                                                           | (-)e [ɤ] |
| /ǝ/ (principalmente en pinyin e and o) | ə | Antes de [n], [ŋ] | Schwa | -en [ən], wen/-un [u̯ən], -eng [əŋ], weng [u̯əŋ]                                                                           |
| /i/ (pinyin i, y)                      | i | Como vocal principal de la sílaba                                                                                        | Como en español "i"sla | yi/-i [i] (excepto después de z/c/s/zh/ch/sh/r), yin/-in [in], ying/-ing [iŋ]                                            |
| /i/ (pinyin i, y)                      | i̯ | Como sílaba inicial o media o coda (véase semiconsonantes)                                                               | Como en español "mi"edo                                                                                                   | y-, -i-, -i [i̯] |
| /y/ (pinyin ü, en algunos casos u)     | y | Como vocal principal de la sílaba                                                                                        | Como la u francesa o la ü alemana                                                                                         | yu/-ü o u después de j/q/x [y], yun o un después de j/q/x [yn]                                                           |
| /y/ (pinyin ü, en algunos casos u)     | y̯ | Como sílaba inicial o media (véase semiconsonantes)                                                                      | Como en francés "hu"it"                                                                                                   | yu-, -u- después de j/q/x [y̯]                                                                                            |
| /u/ (pinyin u, w, y o antes de ng)     | u | Como vocal principal de la sílaba                                                                                        | Como en español "u"no | wu/-u [u] (excepto después de i/y/j/q/x)                                                                                 |
| /u/ (pinyin u, w, y o antes de ng)     | ʊ | Antes de [ŋ] | Como en inglés p"u"t | -ong [ʊŋ], yong/-iong [i̯ʊŋ]                                                                                              |
| /u/ (pinyin u, w, y o antes de ng)     | u̯ | Como sílaba inicial o media o coda (véase semiconsonantes)                                                               | Como en español "hu"evo                                                                                                   | w-, -u-, -u, o -o después de a [u̯]                                                                                       |
| /ɨ/                                    | Ocurre en las sílabas pinyin zi, ci, si zhi, chi, shi, ri. No siempre se considera un fonema independiente. Véase abajo. | Ocurre en las sílabas pinyin zi, ci, si zhi, chi, shi, ri. No siempre se considera un fonema independiente. Véase abajo. | Ocurre en las sílabas pinyin zi, ci, si zhi, chi, shi, ri. No siempre se considera un fonema independiente. Véase abajo.  | Ocurre en las sílabas pinyin zi, ci, si zhi, chi, shi, ri. No siempre se considera un fonema independiente. Véase abajo. |

Como regla general, las vocales en sílabas abiertas (aquellos que no tienen coda después de las vocales principales) se pronuncian largas, mientras que otras se pronuncian cortas. Esto no se aplica a las sílabas débiles, en los que todas las vocales son cortas.

### La vocalɨo rima vacía
El sonido del núcleo de las sílabas pinyin zi, ci, si, zhi, chi, shi, ri se describe diversamente. Si se describe como una vocal, se puede especificar como:
- ɯ, como una [u] sin redondear los labios, en zi, ci, si;
- ɨ, similar al ы ruso, en zhi, chi, shi, ri.

Alternativamente, el núcleo puede que no se describa como una vocal, sino como un consonante silábica: una sílaba z en las sílabas zi, ci, si, y una ɻ silábica en zhi, chi, shi, ri.
Fonológicamente, estas sílabas se puede analizar como tener su propio fonema vocálico, /ɨ/. Sin embargo, es posible combinar esto con el fonema /i/ (con la que está relacionada históricamente), ya que los dos están en distribución complementaria – siempre que las series palatales se deja sin combinar, o se fusiona con las velares en lugar de las series retroflejas o alveolares. (Esto es, [t͡ɕi], [t͡sɨ] y [ʈ͡ʂɨ] todos existen, pero no hay ni *[ki] ni *[kɨ], lo que no hay problema de unir ambos [i]~[ɨ] y [k]~[t͡ɕ] en el mismo tiempo.) 
Otro enfoque consiste en considerar las sílabas asignadas más arriba /ɨ/ como tener (subyacentemente) una ranura vacía nuclear ("rima vacía", chino 空韵 kōngyùn), es decir, que no contiene un fonema vocálico en absoluto. Esto es más consistente con la descripción consonante silábica de estas sílabas.

### Análisis alternativos
Si se aceptan todas las uniones consideradas anteriormente, el resultado es un sistema con 19 fonemas consonánticos y 5 fonemas vocálicos.
Algunos lingüistas prefieren reducir el número de fonemas vocálicos aún más (a expensas de incluir semiconsonantes subyacentes en sus sistemas). Edwin Pulleyblank ha propuesto un sistema que incluye semiconsonantes subyacentes, pero no vocales en absoluto. Más comunes son los sistemas con dos vocales; por ejemplo, en el sistema del Mantaro Hashimoto, solo hay dos núcleos vocálicos, /a/ y /ə/, que puede estar precedida por una semiconsonante /j/, /w/ o /ɥ/, y puede ser seguido por una coda /i~j/, /u~w/, /n/ o /ŋ/ (secuencias adicionales son producidos por la coda rótica /ɻ /; véase erhua). Las varias combinaciones semiconsonante+vocal+coda tienen diferentes manifestaciones superficiales, como se muestra en la tabla siguiente (tenga en cuenta que las interpretaciones fonéticas que se muestran aquí pueden diferir ligeramente de los que figuran en la tabla de alófonos arriba). Cualquiera de las tres posiciones pueden estar vacías, es decir, ocupado por un meta-fonema nulo ∅; por ejemplo, las vocales altas [i], [u] y [y] se analizan como semiconsonante+∅, y la vocal [ɨ] o rima vacía se analiza como tener los tres valores nulos, por ejemplo, si se analiza como un sílaba subyacente /s/.
| Núcleo | Coda | Media | Media | Media    | Media |
| Núcleo | Coda | ∅     | i     | u        | y     |
| a      | ∅    | a     | i̯a    | u̯a       |       |
| a      | i    | ai̯    |       | u̯ai̯      |       |
| a      | u    | au̯    | i̯au̯   |          |       |
| a      | n    | an    | i̯ɛn   | u̯an      | y̯ɛn   |
| a      | ŋ    | aŋ    | i̯aŋ   | u̯aŋ      |       |
| ə      | ∅    | ɤ     | i̯e    | u̯o       | y̯e    |
| ə      | i    | ei̯    |       | u̯ei̯      |       |
| ə      | u    | ou̯    | i̯ou̯   |          |       |
| ə      | n    | ən    | in    | u̯ən      | y̯n    |
| ə      | ŋ    | əŋ    | iŋ    | u̯əŋ, -ʊŋ | i̯ʊŋ   |
| ∅      | ∅    | ɨ     | i     | u        | y     |

### Coda rótica
El chino estándar cuenta con sílabas que terminan con una coda rótica ("r"). Esta característica, conocida en chino como erhua, es particularmente característico del dialecto de Pekín; muchos otros dialectos no lo usan tanto, y algunos no en todos. Ocurre en dos casos:
1. En un pequeño número de palabras independientes o morfemas pronunciadas [ɚ ] o [ɐɚ̯ ], escritas en pinyin como er (con algún tono), como 二 èr "dos", 耳 ěr "oreja", y 儿 (chino tradicional 兒) ér "hijo".
2. En sílabas en que se añade la coda róticas como sufijo a otro morfema. Este sufijo se representa mediante el carácter 儿 [兒] ("hijo"), para lo que significa que es históricamente relacionada, y en pinyin como r. El sufijo se combina con el sonido final de la sílaba, y los cambios de sonido habituales pero complejos se producen como consecuencia de esto (descrito en detalle erhua).

La "r" final se pronuncia con una lengua relativamente laxa, y ha sido descrito como una "vocal retrofleja".
En dialectos que no hacen uso de la coda rótica, puede omitirse en la pronunciación, o en algunos casos se puede seleccionar una palabra diferente: por ejemplo, Běijīng "Pekín" 这儿 zhèr "aquí" y 那儿 nàr "ahí" pueden ser reemplazados por los sinónimos 这里 zhèli y 那里 nàli.

## Sílabas
Las sílabas en el chino estándar tienen la forma máxima CSVXT, donde la C es la consonante inicial; S es una de las semiconsonantes [i̯], [u̯], [y̯]; V es una vocal; X es una coda que puede ser uno de [n], [ŋ], [ɚ̯], [i̯], [u̯]; y T es el tono. Cualquiera de la C, la S y la X (y la V, en algunos análisis) pueden estar ausentes. La C se llama "inicial", S la "media", y VXT la "final" o "rima"; a veces se considera la media parte de la rima.
Muchas de las combinaciones posibles en el marco del esquema anterior no ocurren en realidad. Solo hay unos 35 combinaciones finales (media+rima) en sílabas reales (véase pinyin finals). En total, solo hay alrededor de 400 diferentes sílabas cuando se ignora el tono, y alrededor de 1300 cuando se incluye el tono. Se trata de un número mucho menor de sílabas distintas que en una idioma como el castellano. Desde que las sílabas chinas generalmente constituyen palabras completas, o al menos morfemas, la pequeñez de los resultados del inventario silábico de lugar a un gran número de homófonos.
Para consultar una lista de todas las sílabas del chino estándar (excluyendo los tonos y las codas róticas) véase la tabla pinyin o tabla zhuyin.

### Sílabas fuertes y débiles
Las sílabas pueden clasificarse como completas (or fuertes), y débiles. Las sílabas débiles son generalmente marcadores gramaticales tal como 了 le, o las sílabas segundas de algunas palabras compuestas (aunque muchos otros compuestos constan de dos o más sílabas completas).
Una sílaba fuerte lleva uno de los cuatro tonos principales, y cierto grado tónico. Las sílabas débiles son átonas, y tienen tono neutral. El contraste entre las sílabas completas y débiles es distintivo; hay varios pares mínimos tal como 要是 yàoshì "si" y 钥匙 yàoshi "llave", o 大意 dà yì "idea principal" y (con los mismos caracteres) dàyi "descuidado", la segunda palabra en cada caso tiene una segunda sílaba débil. Algunos lingüistas consideran este contraste de ser principalmente una de estrés, mientras que otros lo consideran como uno de tono. Para mayor información, véase tono neutral y tónico, abajo.
También hay una diferencia en la longitud de la sílaba. Las sílabas completas se pueden analizar como teniendo dos moras ("duro"), la vocal que se alarga si no hay coda. Las sílabas débiles, sin embargo, tienen una sola mora ("ligero"), y se pronuncian aproximadamente un 50% más corta que las sílabas completas. Cualquier sílaba débil suele ser una instancia del mismo morfema (y escrito con el mismo carácter) como algunas sílaba fuerte correspondientes; la forma débil a menudo tienen una pronunciación modificado, sin embargo, como se detalla en la siguiente sección.

### Reducción de sílabas
Aparte de las diferencias en el tono, la longitud y lo tónico, las sílabas débiles están sujetas a ciertos otros cambios de pronunciación (reducción).
- Si una sílaba débil comienza por una consonante obstruyente no aspirada, tal como (pinyin) b, d, g, z, j, que esa consonante se convierta en sonora. Por ejemplo, en 嘴巴 zuǐba ("boca"), la segunda sílaba es probable que comience con un sonido [b], en lugar de una [p] no aspirada.
- La vocal de una sílaba débil es a menudo reducida, haciendo más central. Por ejemplo, en la palabra zuǐba solo mencionada, la vocal final puede convertirse en una schwa [ə].
- La coda (consonante final o semivocal) de una sílaba débil a menudo se reduce (esto está relacionado con la naturaleza más corto, de una sola mora de sílabas débiles, como se indica más arriba). Si la coda caída era una consonante nasal, la vocal puede ser nasalizada.[17] Por ejemplo, 脑袋 nǎodai ("cabeza") puede acabar con un monoptongo [ɛ] en lugar de un diptongo, y 春天 chūntian ("primavera") puede terminar con una vocal centralizada y nasalizada [ə᷉].
- En algunos casos, la vocal se puede eliminar por completo. Esto puede ocurrir, en particular con las vocales altas, cuando la sílaba no acentuada comienza con una fricativa o un consonante aspirado; por ejemplo, 豆腐 dòufu ("tofu") se puede decir dòu-f, y 问题 wènti ("question") as wèn-t (the remaining initial consonant is pronounced as a syllabic consonant). La misma puede ocurrir incluso en sílabas completas que tengan tono bajo ("medio-tercero").[19] La vocal (y coda) también pueden ser dejados después de una nasal, en palabras tales como 我们 wǒmen ("nosotros") y 什么 shénme ("qué"), que pueden decirse como wǒm y shém – estos son ejemplos de la fusión de dos sílabas en una sola, que se produce en una variedad de situaciones en el habla.

El ejemplo de shénme → shém también implica asimilación, que se escucha incluso en sílabas no reducidas en el habla rápida (por ejemplo, en guǎmbō por 广播 guǎngbō "emisión"). caso particular de la asimilación es el de la partícula exclamativa al final de la frase ā, una sílaba débil, que cuenta con diferentes caracteres para sus formas asimiladas:
| Sonido precedente        | Forma de partícula (pinyin) | Carácter |
| ------------------------ | --------------------------- | -------- |
| [ŋ], [ɨ]                 | ā                           | 啊       |
| [i], [y], [e], [o], [a]  | yā (de ŋā)                  | 呀       |
| [u]                      | wā                          | 哇       |
| [n]                      | nā                          | 哪       |
| le (marcador gramatical) | se combina para formar lā   | 啦       |

## Tonos

Cambios de tono relativos de los cuatro tonos completos

El chino estándar, al igual que todos los dialectos chinos, es una lengua tonal. Esto significa que, además de consonantes y vocales, el contorno de tono de una sílaba se utiliza para distinguir palabras de uno al otro. Muchos hablantes no nativos chinos tienen dificultades para dominar los tonos de cada carácter, pero la pronunciación tonal correcta es esencial para la inteligibilidad debido a la gran cantidad de palabras en el idioma que solo difieren en el tono (es decir, son pares mínimos con respecto al tono). Estadísticamente, los tonos son tan importantes como las vocales en el chino estándar.

### Categorías tonales
La siguiente tabla muestra los cuatro tonos principales del chino estándar, junto con el tono neutral (o quinto).
| Número de tono    | 1        | 2           | 3                 | 4            | 5          |
| Descripción       | alto     | ascendiente | bajo/inmersión    | descendiente | neutro     |
| Diacrítico pinyin | ā        | á           | ǎ                 | à            | a          |
| Letra tonal       | ˥˥ (55)  | ˧˥ (35)     | ˨˩, ˨˩˦ (21, 214) | ˥˩ (51)      | -          |
| Diacrítico AFI    | á        | ǎ           | à, a᷉              | â            | -          |
| Nombre del tono   | yīn píng | yáng píng   | shǎng             | qù           | qīng shēng |

Los nombres chinos de los principales cuatro tonos son, respectivamente, 阴平 [陰平] yīn píng ("nivel oscuro"), 阳平 [陽平] yáng píng ("nivel claro"), 上 shǎng ("ascendiente"), y 去 qù ("saliente"). Como en las descripciones, se aplican más bien a la predecesora tonos chinos medievales que a los tonos modernos; véase abajo. Los tonos del chino moderno estándar se producen de la siguiente manera:
1. Primer tono, o tono de alto nivel, es un sonido de alta constante, produce como si estuviera siendo cantada en vez de hablada. (En unas pocas sílabas la calidad de la vocal se cambia cuando se ejecuta, en primer tono; véase la tabla de vocales, abajo.)
2. Tono segundo, o tono ascendiente, o más específicamente alto-ascendiente, es un sonido que se eleva de media a alta entonación (como en castellano "¡¿Qué?!"). En una expresión de tres sílabas, si la primera sílaba tiene primero o segundo tono y la sílaba final no es débil, a continuación, un segundo tono en la sílaba medio puede cambiar al primer tono.[23]
3. Tercer tono, bajo o tono emergente, desciende desde medio-bajo a bajo; entre otros tonos puede ser simplemente bajo. Este tono es demostrado a menudo como teniendo un aumento en entonación luego de la baja caída. Sin embargo, cuando una sílaba en tercer tono no se dice de forma aislada, este aumento es normalmente escuchado solo si aparece al final de una frase, o antes de una pausa, y luego insistido en general solo en monosílabos.[24] El tercer tono sin la subida a veces se llama tercer tono medio. Las sílabas tercer tono que incluyen el aumento son significativamente más tiempo que otras sílabas. Para mayor variación en sílabas que llevan este tono, véase Tercer tono sandhi, abajo. A diferencia de los otros tonos, tercer tono se pronuncia con respiración o murmurado.[25]
4. Cuarto tono, tono descendiente, o alto-ascendiente, cuenta con una fuerte caída de mayor a menor (como se escucha en órdenes bruscas en castellano, tal como "¡Para!"). Cuando va seguida de otra sílaba en cuarto de tono, la caída puede ser solo de nivel alto a medio.[26]
5. Para el tono neutro o quinto tono, véase la siguiente sección.

La mayoría de los sistemas de transcripción del chino, incluido el pinyin, representan los tonos como diacríticos en las vocales (como lo hace el zhuyin), aunque algunos, como el Wade–Giles, usan números superíndices al final de cada sílaba. Las marcas de tono y los números son raramente utilizados fuera de los libros de texto de idiomas: en particular son por lo general ausentes en los carteles públicos, logotipos de empresa, y así sucesivamente. El Gwoyeu Romatzyh es un raro ejemplo de un sistema en el que los tonos se representan mediante letras normales del alfabeto (aunque sin una correspondencia uno-a-uno).

### Tono neutro
También llamado quinto tono o tono cero (en chino 轻声 [輕聲] qīng shēng, significado literal: "tono claro"), el tono neutro es a veces considerado como una falta de tono. Se asocia con sílabas débiles, y por lo tanto por lo general viene en el final de una palabra o frase, y se pronuncia en una manera ligera y corta. La entonación del tono neutro depende casi por completo en el tono de la sílaba precedente. La situación se complica aún más por la variación dialectal; en algunas regiones, sobre todo Taiwán, el tono neutro es relativamente poco común. La siguiente tabla muestra la entonación en el que el tono neutral se pronuncia después de cada uno de los cuatro tonos principales. (Estos valores se refieren al dialecto pekinés; otros dialectos pueden ser ligeramente diferentes.)
| Tono de la sílaba precedente | Entonación del tono neutral (5=alto, 1=bajo) | Ejemplo | Pinyin | Significado | Patrón general de tono |
| ---------------------------- | -------------------------------------------- | ------- | ------ | ----------- | ---------------------- |
| Primero ˥                    | ˨ 2                                          | 玻璃    | bōli   | cristal     | ˥.˨                    |
| Segundo ˧˥                   | ˧ 3                                          | 伯伯    | bóbo   | tío         | ˧˥.˧                   |
| Tercero ˨˩                   | ˦ 4                                          | 喇叭    | lǎba   | cuerno      | ˨˩.˦                   |
| Cuarto ˥˩                    | ˩ 1                                          | 兔子    | tùzi   | conejo      | ˥˩.˩                   |

Aunque el contraste entre sílabas fuertes y débiles es a menudo distintivo, el tono neutral a menudo no se describe como un tono de pleno derecho; algunos lingüistas creen que es el resultado de un "tendido" del tono de la sílaba precedente. Esta idea es atractiva porque sin ella, el tono neutro necesita relativamente reglas complejas de tonos sandhi que se hagan sentido; de hecho, se tendría que tener cuatro alótonos, uno para cada uno de los cuatro tonos que podrían preceden. Sin embargo, la teoría de la "propagación" caracteriza de forma incompleta el tono neutro, especialmente en secuencias en las que más de una sílaba neutra-tono se encuentra adyacente.

### Relación entre los tonos medievales y modernos
Los cuatro tonos del chino medio no están en uno-a-uno con los tonos modernos. El siguiente cuadro muestra la evolución de los tonos tradicionales como se refleja en las chino estándar moderno. El desarrollo de cada tono depende de la consonante inicial de la sílaba: si se trataba de una consonante sorda (denotado en la tabla por V–), una voz consonante obstruyente (V+), o una sonante (S). (La distinción sonora-sorda se ha perdido en el chino estándar moderno.)
| Chino medio    | Tono              | Ping (平)     | Ping (平)      | Ping (平)      | Shang (上) | Shang (上) | Shang (上) | Qu (去) | Qu (去) | Qu (去) | Ru (入)                  | Ru (入) | Ru (入)        |
| Chino medio    | Inicial           | V–            | S              | V+             | V–         | S          | V+         | V–      | S       | V+      | V–                       | S       | V+             |
| Chino estándar | Nombre del tono   | Yin Ping (1º) | Yang Ping (2º) | Yang Ping (2º) | Shang (3º) | Shang (3º) | Qu (4º)    | Qu (4º) | Qu (4º) | Qu (4º) | redistribuida sin patrón | Qu (4º) | Yang Ping (2º) |
| Chino estándar | Contorno del tono | 55            | 35             | 35             | 21(4)      | 21(4)      | 51         | 51      | 51      | 51      | redistribuida sin patrón | 51      | 35             |

## Tono sandhi
La pronunciación también varía con el contexto de acuerdo con las reglas del tono sandhi. Algunos de estos cambios se han observado anteriormente en las descripciones de los tonos individuales; sin embargo, los fenómenos más prominentes de este tipo se refieren a secuencias consecutivas de sílabas del tercer tono. También hay algunas palabras comunes que tienen tono variable.

### Tercer tono sandhi
La principal regla del tercer tono sandhi es:
- Cuando hay dos sílabas del tercer tono consecutivas, el primero de ellos se manifiesta con el segundo tono.

Por ejemplo, lǎoshǔ ("ratón") viene a ser pronunciada láoshǔ [lau̯˧˥ʂu˨˩]. Se ha investigado si el contorno ascendente (˧˥) en la sílaba anterior es de hecho idéntico a un segundo tono normal; se ha llegado a la conclusión de que es, al menos en términos de la percepción auditiva.
Cuando hay tres o más terceros tonos en una fila, la situación se vuelve más complicada, ya que un tercer tono que precede a un segundo tono resultante de tercer tono sandhi puede o no puede estar sujeto al propio sandhi. Los resultados pueden depender de límites de las palabras, la tónico y las variaciones dialectales. Normas generales para la de tres sílabas combinaciones tercer tono se pueden formular de la siguiente manera:
1. Si la primera palabra es de dos sílabas y la segunda palabra es una sílaba, a continuación, las dos primeras sílabas convierten en segundos tonos. Por ejemplo, bǎoguǎn hǎo toma la pronunciación báoguán hǎo [pau̯˧˥ku̯an˧˥xau̯˨˩˦].
2. Si la primera palabra es una sílaba, y la segunda palabra es de dos sílabas, la segunda sílaba se convierte en segundo tono, pero la primera sílaba permanece en tercer tono. Por ejemplo: lǎo bǎoguǎn toma la pronunciación lǎo báoguǎn [lau̯˨˩pau̯˧˥ku̯an˨˩˦].

Algunos lingüistas han propuesto sistemas más completos de reglas sandhi para múltiples secuencias de tercer tono. Por ejemplo, se propone que las modificaciones se aplican de forma cíclica, inicialmente dentro de pies rítmicos (troqueos; véase abajo), y eso que el sandhi "podrá no aplicar entre dos ramas cíclicos."

### Tonos en sílabas especiales
Se aplican reglas especiales a los tonos escuchado en las palabras (or morfema) 不 bù ("no") y 一 yī ("uno").
Para 不 bù:
1. 不 se pronuncia con segundo tono cuando es seguida por una sílaba de cuarto tono.
Ejemplo: 不是 (bù+shì) se convierte en búshì [pu˧˥ʂɨ˥˩]
2. En otros casos, 不 se pronuncia con el cuarto tono. Sin embargo, cuando se usa entre palabras en una pregunta A-no-A, que puede llegar a ser neutro en el tono (e.g. 是不是 shìbushì).

Para 一 yī: 
1. 一 se pronuncia con segundo tono cuando es seguida por una sílaba de cuarto tono.
Ejemplo: 一定 (yī+dìng) se convierte en yídìng [i˧˥tiŋ˥˩]
2. Antes de que una primera, segunda o tercera sílaba tono, 一 se pronuncia con cuarto tono.
Ejemplos：一天 (yī+tiān) se convierte en yìtiān [i˥˩tʰi̯ɛn˥], 一年 (yī+nián) se convierte en yìnián [i˥˩ni̯ɛn˧˥], 一起 (yī+qǐ) se convierte en yìqǐ [i˥˩t͡ɕʰi˨˩˦].
3. Al final, o cuando se trata al final de una palabra de varias sílabas (sin tener en cuenta el primer tono de la palabra siguiente), 一 se pronuncia con el primer tono. También tiene primer tono cuando se utiliza como número ordinal (o parte de uno), y cuando es seguida inmediatamente por cualquier dígito (incluyendo otro 一; por lo tanto, ambos sílabas de la palabra 一 一 yīyī y sus compuestos tienen primer tono).
4. Cuando 一 se utiliza entre dos palabras reduplicadas, puede convertirse en neutro en el tono (e.g. 看一看 kànyikàn).

Los números 七 qī ("siete") y 八 bā ("ocho") a veces muestran un comportamiento similar al tonal 一 yī, pero para la mayoría de los hablantes modernos siempre lo pronuncian con primer tono. (Todos estos números, y 不 bù, eran históricamente tonos Ru, y como señalado abajo, ese tono no tiene reflejos predecibles en el chino moderno; esto puede explicar la variación en el tono de estas palabras.)

## Acentuación, ritmo y entonación
La acentuación dentro de las palabras (acentuación de palabras) no se siente fuertemente por los hablantes de chino, aunque el acento constrastivo se percibe fácilmente (y de las funciones de la misma como en otros idiomas). Una de las razones para la percepción más débil de acentuación en el chino puede ser que las variaciones en la frecuencia fundamental del habla, que en muchos otros idiomas sirven como un apunte para la acentuación, se utilizan en el chino principalmente para realizar los tonos. No obstante, todavía hay un vínculo entre la acentuación y la entonación – la gama de la variación de la entonación (para un tono dado) ha sido observado a ser mayor en sílabas que llevan más acentuación.
Como está explicado arriba, las sílabas débiles tienen tono neutro y no están acentuadas. Aunque esta propiedad puede ser contrastivo, el contraste es interpretado por algunos como principalmente una de tono en lugar de acentuación. (Algunos lingüistas analizan chino como carente de acentuación de la palabra en su totalidad.)
Aparte de este contraste entre sílabas completos y débiles, algunos lingüistas han identificado diferencias en los niveles de acentuación entre sílabas completas. En algunas descripciones, una palabra de varias sílabas o compuestas se dice que tiene la acentuación más fuerte en la sílaba final, y el siguiente más fuerte en general, en la primera sílaba. Otros, sin embargo, rechazan este análisis, señalando que la tensión final de sílaba aparente puede atribuirse exclusivamente a la prolongación natural de la sílaba final de una frase, y desaparece cuando se pronuncia una palabra dentro de una frase y no aisladamente. San Duanmu toma este punto de vista, y llega a la conclusión de que es la primera sílaba se acentúa más fuertemente. También señala una tendencia en el chino para producir troqueos – pies que consta de una sílaba acentuada seguida de uno (o en este caso, a veces más) sílabas átonas. En este punto de vista, si el efecto de "final-alargamiento" se elimina: 
- En palabras (compuestos) de dos sílabas, la primera sílaba tiene la acentuación principal, y la segundo carece de acentuación.
- En palabras (compuestos) de tres sílabas, la primera sílaba es fuertemente la más acentuada, la segunda carece de acentuación, y la tercera puede carecer de acentuación o tener acentuación secundaria.
- En palabras (compuestos) de cuatro sílabas, la primera sílaba es fuertemente la más acentuada, la segunda carece de acentuación, y la tercera o la cuarta pueden carecer de acentuación o tener acentuación secundaria dependiendo en la estructura sintáctica de la composición.

Las posiciones descritas aquí como carente de acentuación son las posiciones en que las sílabas débiles (tono-neutral) pueden ocurrir, aunque las sílabas completas también se producen con frecuencia en estas posiciones.
Esta preferencia por una estructura métrica de troqueos también es citada como una razón para ciertos fenómenos de variación orden de las palabras dentro de los compuestos complejos, y por la fuerte tendencia a utilizar palabras bisílabas, más que monosílabos en ciertas posiciones. Muchos monosílabos chinos tienen formas alternativas bisílabas con significado prácticamente idéntico – véase Gramática del chino → Formación de palabras.
Otra función del tono de voz es llevar entonación. El chino hace uso frecuente de partículas para expresar ciertos significados como la duda, consulta, comando, etc., reduciendo la necesidad de utilizar la entonación. Sin embargo, la entonación todavía está presente en el chino (que expresa significados lugar de manera similar como en el castellano), aunque existen diversos análisis de cómo se interactúa con los tonos léxicos. Algunos lingüistas describen un aumento entonación adicional o caída al final de la última sílaba de una palabra, mientras que otros han encontrado que el enunciado del tono completo aumenta o disminuye de acuerdo con el significado de entonación deseada.